# Maurice Sendak
Maurice Bernard Sendak (10. června 1928, Brooklyn, New York, USA – 8. května 2012,
Danbury, Connecticut, USA) byl americký spisovatel a ilustrátor, autor knih pro děti, který ve své době patřil mezi světově nejvýznamnější autory tohoto žánru. Byl držitelem ceny Hanse Christiana Andersena.
Pocházel z rodiny polských Židů, kteří se přistěhovali do Spojených států amerických.
Jeho nejznámější kniha Where the Wild Things Are, česky vydávána pod názvem Tam kde žijí divočiny (Hynek, 1994), byla poprvé publikována v roce 1963. V roce 1973 vznikl animovaný film v pražském studiu Krátký Film, pro Weston Woods Studios. V roce 2009 vznikl hraný film Max a maxipříšerky
Jedna z jeho knih vznikla v roce 2003 podle opery Brundibár, poprvé uvedené v Terezínské ghettu v době nacistické okupace za druhé světové války.
"V dětství jsem pořád musel přemýšlet o dětech tam (v Evropě). Nesu s sebou břemeno toho, že žiji za ty, kteří museli zemřít,"

## Autorské dílo (text i ilustrace)
- Kenny's Window (1956)
- Very Far Away (1957)
- The Sign on Rosie's Door (1960)
- The Nutshell Library (1962)
  - Alligators All Around
  - Chicken Soup with Rice
  - One Was Johnny
  - Pierre
- Where the Wild Things Are (1963), česky Tam kde žijí divočiny (Hynek, 1994)
- Higglety Pigglety Pop! or There Must Be More to Life (1967) ISBN 0-06-028479-X
- In the Night Kitchen (1970), slovensky V nočnej kuchyni
- Fantasy Sketches (1970)
- Ten Little Rabbits: A Counting Book with Mino the Magician (1970)
- Some Swell Pup or Are You Sure You Want a Dog? (1976)
- Seven Little Monsters (1977)
- Outside Over There (1981)
- Caldecott and Co: Notes on Books and Pictures(1988)
- The Big Book for Peace (1990)
- We Are All in the Dumps with Jack and Guy (1993)
- Maurice Sendak's Christmas Mystery (1995)
- Bumble-Ardy (2011) ISBN 0-06-205198-9, ISBN 978-0-06-205198-1
- My Brother's Book (2013) ISBN 0-06-223489-7, ISBN 978-0-06-223489-6